# Michael Johnson (velocista)
Michael Duane Johnson (Dallas, 13 de setembro de 1967) é um ex-velocista norte-americano, multicampeão olímpico, mundial  e ex-recordista mundial dos 200 e dos 400 m rasos.  
Primeiro e único homem a vencer as duas provas de velocidade numa mesma Olimpíada, Atlanta 1996, com doze medalhas de ouro na carreira entre Jogos Olímpicos e Campeonatos Mundiais de Atletismo, é reconhecido como um dos maiores e mais consistentes velocistas da história do atletismo e um dos maiores atletas de todos os tempos.

## Carreira

### 1991-1995
Ganhou a primeira medalha de ouro num torneio global ao vencer os 200 m no Campeonato Mundial de Atletismo de 1991, em Tóquio. Duas semanas antes de começarem os Jogos de Barcelona 1992, ele e seu agente contraíram envenenamento alimentar num restaurante da Espanha. Ele perdeu peso e força e com isso, apesar de favorito na prova, ficou apenas em sexto lugar na sua semifinal e não conseguiu chegar à final. Apesar do insucesso na prova individual, ele ganhou o primeiro ouro olímpico como integrante do revezamento 4x400 m dos EUA que venceu a prova e quebrou o recorde mundial.
No Mundial de Stuttgart 1993 ganhou mais duas medalhas de ouro, nos 400 m  e no 4x400 m. Sua marca de 42.91 na sua perna no revezamento campeão, é até hoje a mais rápida da história da prova. No Mundial seguinte, Gotemburgo 1995, na Suécia, ele venceu os 200 m  e os 400 metros, fazendo seu primeiro duplo nas duas distâncias num mesmo torneio. Nenhum outro atleta tinha conseguido isto num torneio internacional no século XX. E ainda conquistou mais uma medalha de ouro no 4x400 metros.

### Atlanta 1996
Em junho de 1996, durante as seletivas americanas para os Jogos Olímpicos, Johnson quebrou o recorde mundial dos 200 m com 19.66, superando a marca de 19.72 do italiano Pietro Mennea que durava desde 1979. Com isso, classificado, ele se preparou para vencer os 200 m  e os 400 m em Atlanta, feito nunca conseguido anteriormente por um atleta homem (a norte-americana Valerie Brisco-Hooks havia feito o duplo em Los Angeles 1984 e a francesa Marie-José Pérec faria o mesmo dias antes dele, nos próprios Jogos de Atlanta).

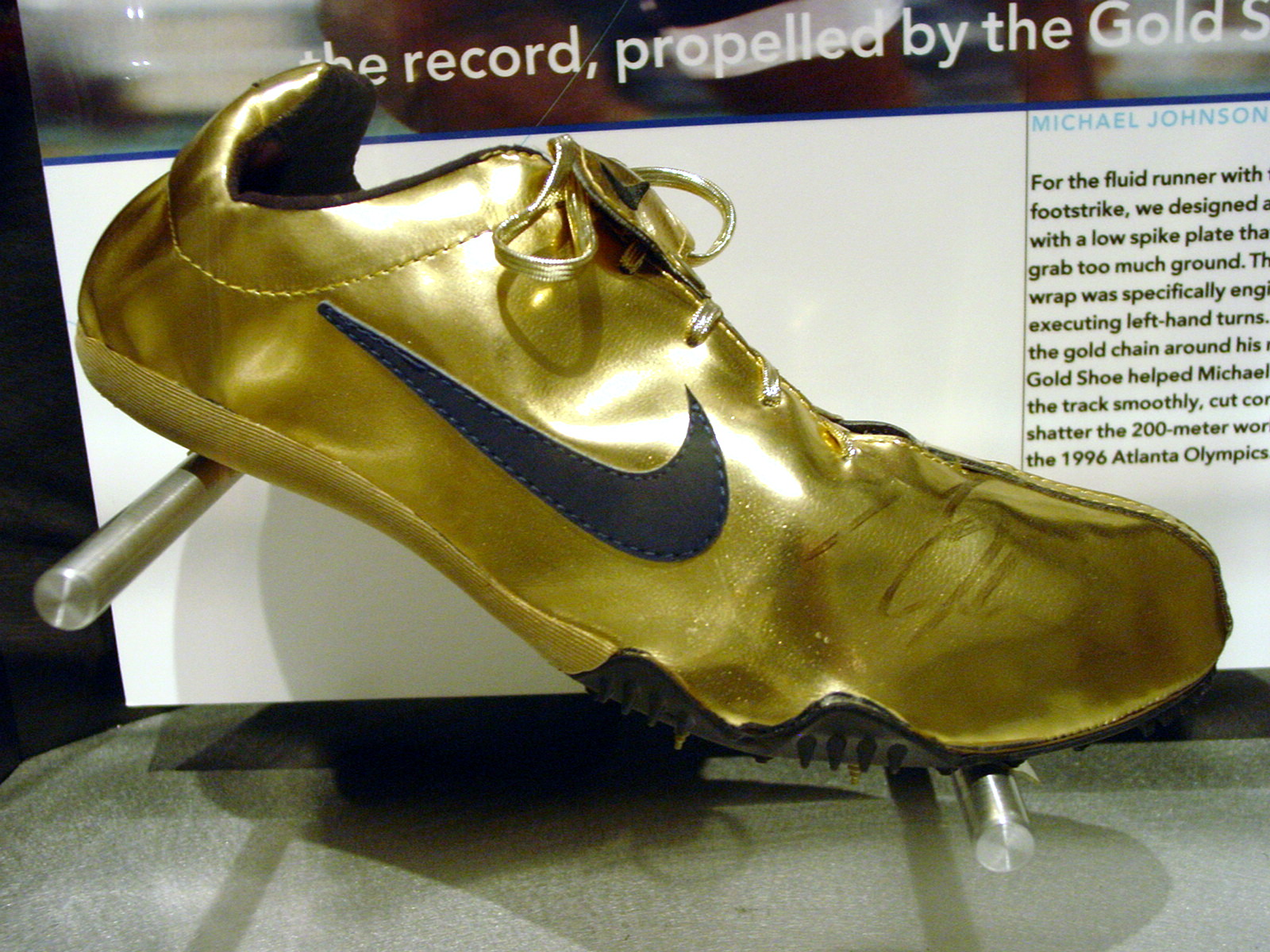
A sapatilha dourada de Johnson em Atlanta.

Johnson usou nas duas finais uma sapatilha de corrida desenhada especialmente para ele pela Nike, feita de um tipo especial de nylon. Toda dourada, fez com que fosse apelidado de "O Homem das Sapatilhas Douradas" (em inglês, "The Man with the Golden Shoes", uma alusão ao filme de James Bond, "The Man with the Golden Gun"). As sapatilhas eram extremamente leves, pesando cerca de 90 gramas cada uma, com o pé direito um pouco maior que o esquerdo, conforme o formato do pé de Johnson, que tem um maior que o outro.
Johnson venceu os 400 m rasos facilmente, estabelecendo um novo recorde olímpico de 43.49, quase 1s na frente de Roger Black, da Grã-Bretanha. Três dias depois, ele venceu os 200 m com novo recorde mundial, 19.32, mais de três décimos que seu recorde anterior ali naquela mesma pista durante as seletivas e a maior margem de diferença já conseguida num recorde mundial desta distância. Usain Bolt quebraria seu recorde em Pequim 2008 por apenas 2 centésimos de diferença – 19.30. Alguns analistas compararam sua performance a de Bob Beamon com seu salto em distância de 8,90 m nos Jogos da  Cidade do México 1968.
Durante a prova, porém, ele distendeu um musculo da coxa e não pode tentar uma terceira medalha de ouro e apenas assistiu seus companheiros do revezamento 4x400 m ganharem a prova sem ele.
Ao fim do ano ele recebeu o Prêmio James E. Sullivan como melhor atleta amador dos Estados Unidos em qualquer esporte.

### 1997-1999
Johnson voltou às pistas em 1997 depois de recuperado da contusão na coxa sofrida em Atlanta e num posterior desafio contra o canadense Donovan Bailey, campeão dos 100 m rasos em Atlanta 1996 onde também quebrou o recorde mundial da distância, para descobrir quem seria realmente o "Homem Mais Rápido do Mundo". Os dois competiram na distância de 150 metros, Bailey vencey e Johnson agravou a contusão na coxa. Em agosto conquistou mais uma medalha de ouro vencendo os 400 m no Campeonato Mundial de Atletismo de Atenas, na Grécia.
Nos Goodwill Games de 1998, disputados em Nova York, Johnson foi o último homem do revezamento 4x400 m que quebrou o recorde mundial da prova, marcando 2:54.20. Porém, anos depois descobriu-se que dois de seus companheiros no revezamento, Antonio Pettigrew e Jerome Young, estiveram envolvidos em doping nessa época, como foi revelado nos desdobramentos do caso BALCO, no começo da década seguinte. Johnson manteve a medalha mas o recorde mundial foi anulado e continuou a valer o recorde de 2:54.29 do qual o próprio Johnson participou em Stuttgart 1993. Uma medalha de ouro mais importante lhe seria tirada no futuro por doping de companheiros do revezamento.
Mesmo afetado por contusões no ano seguinte, ele ganhou uma quarta medalha de ouro nos 400 m no Campeonato Mundial de Atletismo de 1999, em Sevilha, Espanha, e estabeleceu novo recorde mundial para a prova, 43.18. Nesta prova o brasileiro Sanderlei Parrela ficou com a medalha de prata e estabeleceu o recorde brasileiro – 44.29 – que dura até hoje. Johnson também participou do 4x400 m  que viria a ganhar o ouro mas depois seria desclassificado.

### Sydney 2000

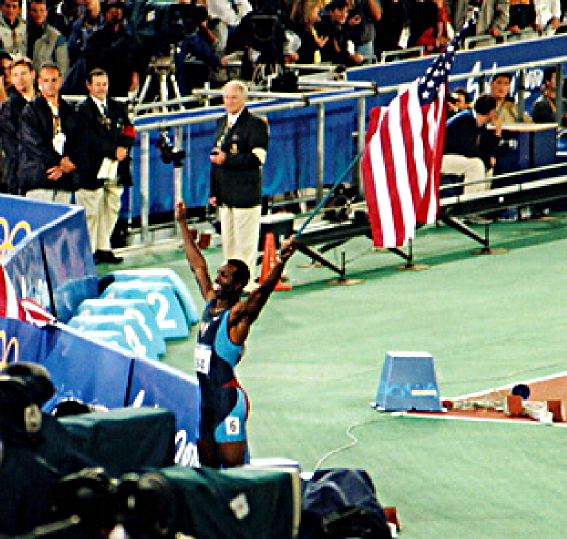
Johnson comemora a vitória nos 400 m em Sydney.

Nas seletivas americanas para os Jogos de Sydney 2000, Johnson se classificou para os 400 m mas se machucou durante a prova dos 200 metros, ficando de fora desta prova nas Olimpíadas, sem poder defender seu título olímpico de Atlanta. Em Sydney ele conquistou sua quarta medalha olímpica de ouro vencendo os 400 metros e integrou o revezamento 4x400 m que também conquistou o ouro, com Antonio Pettigrew, Alvin Harrison e Calvin Harrison; outro velocista, Jerome Young, também havia participado das eliminatórias no lugar de Johnson, que só disputou a final.
Porém, em julho de 2004, durante as investigações de doping em atletas dos Estados Unidos, mais notadamente afetando a multicampeã Marion Jones, o chamado caso BALCO, Young se viu flagrado em exames antidoping feito em 1999 e a IAAF retirou todos seus títulos e medalhas, assim como dos integrantes dos revezamentos em que ele participou entre 1999 e 2001. Como ele havia participado apenas das classificatórias em Sydney, o Tribunal Arbitral do Esporte reverteu a decisão da IAAF e manteve Johnson e os demais companheiros com a medalha, alegando que o time principal não deveria perder a medalha por uma falta de um corredor que não correu a final. Mas em 2008, outro integrante daquele revezamento, Antonio Pettigrew, no âmbito das investigações federais sobre o escândalo também confessou ter corrido dopado por EPO na época e concordou em devolver as medalhas. O resultado de Sydney foi então anulado pelo Comitê Olímpico Internacional, as medalhas realocadas – a equipe da Nigéria se tornou campeã olímpica – e Johnson teve que devolver a sua medalha do revezamento, que seria sua quinta medalha olímpica de ouro. Também foi confiscado o ouro ganho no 4x400 m em Sevilha 1999, já que Pettigrew também participou daquele revezamento.
Johnson escreveu na época, numa coluna no jornal Daily Telegraph, que se sentiu "enganado, traído e decepcionado" com o que Pettigrew tinha feito nas Olimpíadas e no Mundial. Antonio Pettigrew cometeu suicídio com uma overdose de difenidramina em agosto de 2010; seu corpo sem vida foi encontrado no banco de trás de seu carro numa rua do Condado de Chatham, na Carolina do Norte.

## Vida posterior

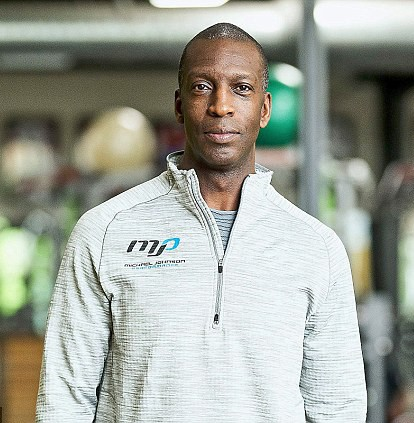
Michael Johnson em 2016.

Desde que se retirou do atletismo, Johnson passou a trabalhar como comentarista esportivo em vários veículos de comunicação. Escreveu colunas nos jornais britânicos The Daily Telegraph e The Times e fez parte da equipe britânica da BBC na cobertura dos Jogos da Commonwealth de 2002. Também integrou a mesma equipe que cobriu todos os Jogos Olímpicos de Atenas 2004 a Tóquio 2020. Ele assistiu da cabine de imprensa no Estádio Olímpico João Havelange o sul-africano Wayde van Niekerk quebrar seu recorde mundial dos 400 metros na Rio 2016, 17 anos após ele o ter estabelecido em Sevilha.
Ele vive hoje com a segunda esposa e o filho do primeiro casamento em sua casa no Condado de Marin, na Califórnia. Em setembro de 2018 ele sofreu um AVC que lhe afetou a metade esquerda do corpo. Em 2021, em seu aniversário de 54 anos, ele declarou estar completamente recuperado.